# Lotyšská hymna

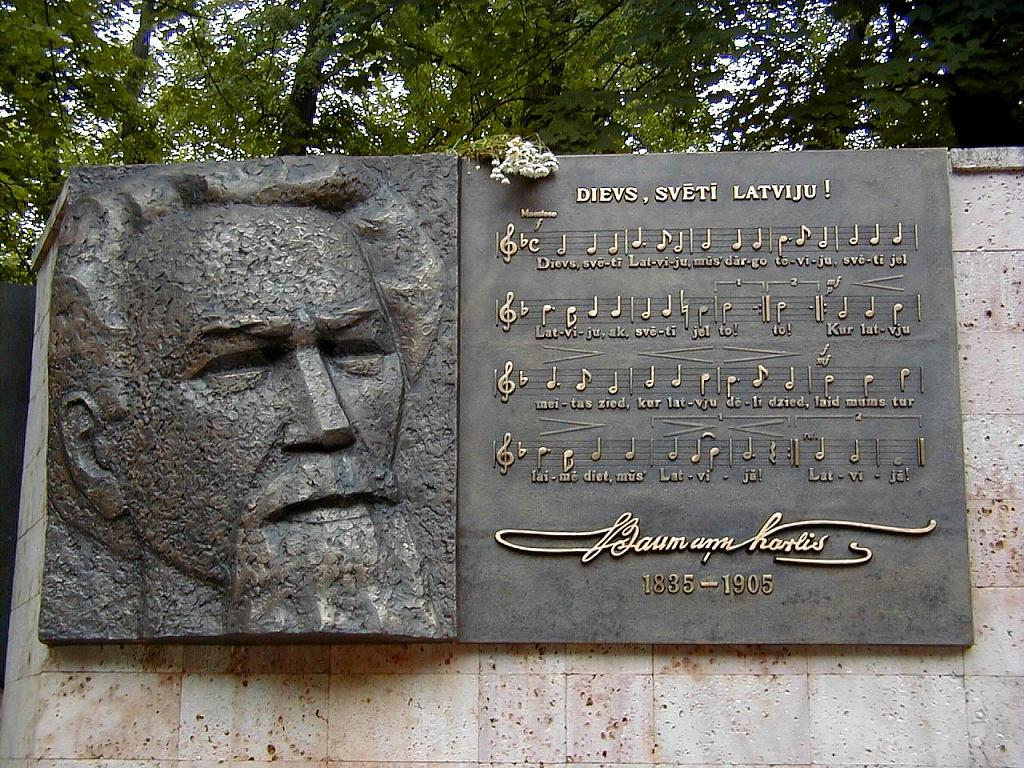
Text hymny na památníku Kārlise Baumanise v Rize

Hymna Lotyšska je píseň Dievs, svētī Latviju (česky Bože, požehnej Lotyšsku).
Hudbu a slova napsal Kārlis Baumanis (často uváděn jako Baumaņu Kārlis) v roce 1873 k příležitosti zahájení prvních lotyšských Svátků písní. Jedná se o první skladbu, v jejímž názvu je použito slovo „Lotyšsko“.
7. června 1920 přijal Lotyšský parlament píseň Dievs, svētī Latviju jako státní hymnu Lotyšska. V období Lotyšské SSR byla nahrazena hymnou Lotyšské SSR. 15. února 1990 byla opět přijata jako Lotyšská hymna.

## Text a český překlad
| Dievs, svētī Latviju Dievs, svētī Latviju, Mūs' dārgo tēviju, Svētī jel Latviju, Ak, svētī jel to! Kur latvju meitas zied, Kur latvju dēli dzied, Laid mums tur laimē diet, Mūs' Latvijā! | Bože, požehnej Lotyšsku Bože, požehnej Lotyšsku, naší drahé vlasti požehnej Lotyšsku. Ach, požehnej mu! Kde rozkvétají lotyšské dcery, kde pějí lotyšští synové, nech nás tam ve štěstí tančit, v našem Lotyšsku! |